# Serge Kislakoff
Serge Kislakoff (en russe : Сергей Кисляков ou Кислаков), né le 14 décembre 1897 à Yalta, dans l'Empire russe, et décédé le 29 mars 1980 à Reims, est un peintre français d'origine russe.

## Sa vie et son œuvre
Originaire d'une famille de la noblesse d'Odessa, Serge Kislakoff fut officier des Cosaques du Don pendant la Première Guerre mondiale. Après la défaite des Armées blanches, il se retrouva en Égypte, puis en Amérique du Sud.
Il vécut ensuite en Corse, puis à Nice. Il commence à peindre en Corse, encouragé par le peintre italien Luigi Corbellini. Il travailla aussi à la restauration de peintures murales dans des églises. 
Kislakoff s'établit à Paris en 1931. Il entra aux ateliers de décoration des studios Gaumont et réalisa de nombreuses affiches de films.
Serge Kislakoff peignait des vues de Paris (Montmartre, grands boulevards, Champs Élysées) des scènes animées (carnavals de Nice et de Cannes), des paysages, des vues de ports (Sud de la France, notamment Cannes, Suède), ainsi que des scènes religieuses influencées par l'iconographie orthodoxe et parfois empreintes de mysticisme.
Il exposa dans des galeries de Nice, Bruxelles, Manchester, Paris. Il exposa en 1959 avec Jean-Gabriel Domergue. On retrouve dans certaines de ses œuvres une unité de style et d'esprit. 
Des œuvres de Kislakoff sont conservées au Musée Chéret à Nice.
Il a été marié au peintre Suzanne Demarest. 
Leurs deux ateliers ont été dispersés aux enchères à Reims en 1985.

## Liens
- Œuvres de Kislakoff sur le site Artfira
- Œuvres de Kislakoff sur le site de la Galerie Paul Noujaim